# Francis Hofstein
Francis Hofstein (* 9. Oktober 1937) ist ein französischer Psychoanalytiker, der sich auch als Blues- und Jazzautor betätigte.
Hofstein erwarb einen Doktortitel in Medizin und besuchte das Musikkonservatorium. Zunächst Freud-Anhänger, dann Lacan-Schüler, war er Mitbegründer der Fédération des ateliers de psychanalyse und der Zeitschrift L’Ordinaire du psychanalyste (1973–1978). Von 1980 bis 1997 praktizierte er im Hôpital Henri Rousselle à Sainte Anne.
Hofstein betätigte sich daneben als Amateur-Schlagzeuger und schrieb eine Reihe von Artikeln für das Jazz Magazine (wie B.B. King Parle), Soul Bag und die Revue d’Esthétique. Hofstein gründete die jährlich erscheinende Zeitschrift L’art du jazz und legte eine Reihe von Büchern über Blues und Jazz vor, wie Au Miroir du Jazz, Oakland Blues, James Pichette et le Jazz, Jazz-Suite pour Sacha, Blue Moon sowie eine Biografie über Muddy Waters. Ferner schrieb er den Abschnitt Blues für das Dictionnaire du jazz und Beiträge für das Dictionnaire du Blues. Für sein Buch Le Rhythm and Blues (1991) erhielt Hofstein 1992 den Prix Langston Hughes der Académie du Jazz. Hofstein lebt in Paris.

## Publikationen
- Au miroir du jazz. Éditions de la Pierre, Paris 1985, ISBN 2-905752-00-9.
- Oakland blues. Photographies de Michelle Vignes. Marval, Paris 1990, ISBN 2-86234-038-3.
- Le Rhythm and Blues (= Que sais-je ? 2619). Presses Universitaires de France, Paris 1991, ISBN 2-13-044060-6.
- mit Sacha Chimkevitch (Ill.): Jazz. Suite pour Sacha. Illustrations de Sacha Chimkevitch. Fragments, Paris 1995, ISBN 2-908066-51-3.
- Blue Moon. Illustrations de Jean Berthier. Les Cahier d’Art Actuel, Paris 1996.
- Muddy Waters. Biographie. Actes Sud, Arles 1996, ISBN 2-7427-0840-5.
- Le Poison de la dépendance. Éditions de Seuil, Paris 2000, ISBN 2-02-040402-8.
- als Herausgeber: L’Art du Jazz. Éditions le Félin, Paris 2009, ISBN 978-2-86645-712-9.
- Jean Coulot: Jazz me blues. Préface de Lydia Harambourg, textes de Jean-Louis Ferrier, Claude-Michel Cluny, Jean Lescure, Jacques Chessex, Francis Hofstein et Daniel Huguenin. Éditions Altamira, Paris 2004.
- Le Jeu incessant de Daniel Humair. = The ceaseless playing of Daniel Humair. Textes de Jacques Bouzerand, Gilles de Montauzon, Michel Bohbot, Catherine Beloeil, Francis Hofstein. Éditions Delatour France, Sampzon 2010, ISBN 978-2-7521-0096-2.